# Carol Ier
Pour les articles homonymes, voir Carol, Charles Ier et Charles de Hohenzollern-Sigmaringen.

Armoiries de Charles Ier comme chevalier de l'ordre de la Toison d'or.

Carol Ier, en français Charles Ier, né à Sigmaringen le 20 avril 1839 et mort à Sinaia le 10 octobre 1914, est un membre de la maison de Hohenzollern. Le 20 avril 1866, il est élu prince-souverain (domnitor) des principautés unies de Roumanie après la destitution du prince Alexandre Iean Ier Cuza. Il est proclamé roi de Roumanie le 26 mars 1881. Il est le premier souverain de la maison de Hohenzollern-Sigmaringen à régner sur le pays, dynastie qui demeure à la tête du royaume de Roumanie, jusqu'à la proclamation de la république en 1947 par le gouvernement communiste.
Pendant son règne, il conduit personnellement les troupes roumaines durant la guerre russo-turque de 1877-1878 et assume le commandement de l'armée russo-roumaine au siège de Plevna (Pleven en bulgare). Le pays acquiert son indépendance de l'Empire ottoman en 1877, confirmée par le traité de Berlin (1878). La Roumanie gagne la Dobroudja du Sud sur la Bulgarie en 1913. La vie politique et économique, dominée par les propriétaires terriens organisés autour des partis libéral et conservateur, est ponctuée par deux importantes insurrections paysannes, en Valachie en avril 1888, puis en Moldavie et Valachie en mars 1907.
Époux d'Élisabeth de Wied depuis 1869, il n'a qu'une fille qui meurt avant ses quatre ans en 1874. L'absence de descendance de Carol laisse à son frère aîné, Leopold de Hohenzollern-Sigmaringen, la succession au trône. En octobre 1880, le prince Leopold renonce au trône en faveur de son fils Guillaume qui, à son tour, abandonne ses droits au trône six ans plus tard au profit de son jeune frère, Ferdinand. Ce dernier devient le roi Ferdinand Ier à la mort de Carol.

## Biographie
Carol est né prince Karl von Hohenzollern-Sigmaringen le 20 avril 1839 à Sigmaringen. Il est le second fils du prince Charles-Antoine de Hohenzollern-Sigmaringen et de la princesse Joséphine de Bade. Par son père, il est le petit-fils d'Antoinette Murat, elle-même nièce de Joachim Murat. Par sa mère, il est l'arrière-petit-fils adoptif de Napoléon. À l'issue de ses études élémentaires, il entre à l'école des cadets de Munster. En 1857, il assiste aux cours de l'école d'artillerie de Berlin. Jusqu'en 1866 (date à laquelle il accepte la couronne de Roumanie), il est officier allemand attaché à un régiment de dragons. Il prend part à la guerre des Duchés, en particulier à l'assaut des citadelles de Fredericia et de Dybbol, une expérience militaire très utile plus tard durant la guerre russo-turque.
Bien qu'il ne soit pas très grand et un peu frêle, le prince Carol est un chef militaire accompli, en bonne santé et discipliné. C'est aussi un politicien avisé, prônant des idées libérales. Il connaît plusieurs langues européennes. Sa famille est très liée à la maison Bonaparte ; il entretient de très bonnes relations avec Napoléon III. La Roumanie est à ce moment sous l'influence de la culture française. La recommandation de Napoléon III vis-à-vis du prince Carol pèse donc d'un grand poids auprès des politiciens roumains de cette époque, outre ses liens de sang avec la famille des souverains prussiens. C'est Ion Brătianu (Premier ministre dans les années qui suivent) qui négocie avec Carol et sa famille la possibilité de s'installer sur le trône de Roumanie.

## Sur le trône de Roumanie

### En route pour la Roumanie
L'ancien souverain de Roumanie, Alexandru Ioan Cuza, vient d'être banni du pays et la principauté est en proie au chaos. Comme sa double élection est la seule raison pour laquelle les deux principautés historiques roumaines, la Valachie et la Moldavie, ont pu s'unir sous le contrôle des puissances européennes, le pays est en grand danger de se dissoudre. Initialement, le Parlement de Bucarest élit à l'unanimité des voix - le 23 février 1866 - Philippe de Belgique, comte de Flandre, frère de Léopold II roi des Belges, à l'hospodorat de Roumanie. C'est à la suite du désistement de ce prince belge que Charles (Carol) de Hohenzollern est proposé comme candidat.
Le jeune prince voyage incognito en chemin de fer, sur la ligne Düsseldorf-Bonn-Fribourg-Zurich-Vienne-Budapest, en raison de la situation conflictuelle entre le pays et l'Autriche-Hongrie. Il voyage sous le nom de Karl Hettingen. Arrivé sur le sol roumain, Brătianu s'incline devant lui et lui demande de se joindre à son attelage (à ce moment, la Roumanie ne dispose pas encore de chemins de fer).

### 10 mai 1866

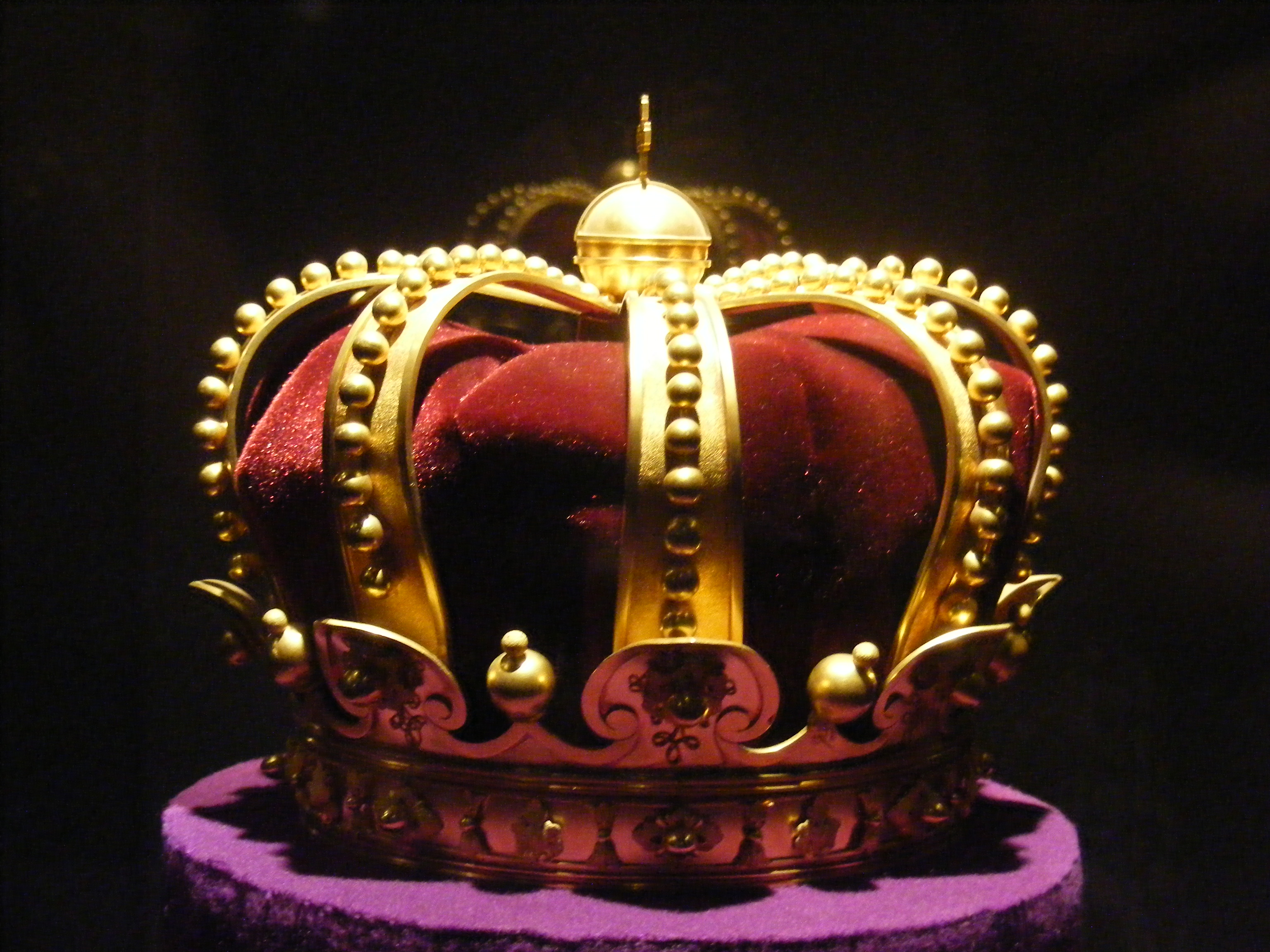
Couronne de Carol Ier de Roumanie.

Le 10 mai 1866 (selon le calendrier julien), Carol entre à Bucarest. La nouvelle de son arrivée a été transmise par le télégraphe et il est accueilli par une foule impatiente de voir son nouveau souverain. À Băneasa, on lui remet les clés de la ville. Signe prémonitoire, il pleut le jour même, à la suite d'une longue période de sécheresse.
Il prononce ses vœux en français : « Je jure de protéger les lois de la Roumanie, de maintenir ses droits et l'intégrité de son territoire. »

## Roi de Roumanie

### Constitution
Juste après son arrivée dans le pays, le Parlement roumain adopte, le 29 juin 1866, la première constitution de la Roumanie, l'une des constitutions les plus avancées de l'époque. Cette dernière permet le développement et la modernisation de l'État roumain. De façon étonnante, la constitution décide d'ignorer l'état de dépendance du pays envers l'Empire ottoman, ouvrant de la sorte la route vers l'indépendance.
L'article 82 de la Constitution stipule que « Les pouvoirs du souverain sont héréditaires, à partir de Sa Majesté le prince Carol Ier de Hohenzollern-Sigmaringen, par la voie des aînés mâles, à l'exclusion des femmes et de leur descendance. Les descendants de Sa Majesté seront élevés dans la foi orthodoxe orientale. »
Après la proclamation de l'indépendance (1877), la Roumanie devient un royaume. Le 15 mars 1881 (selon le calendrier julien), la constitution est modifiée pour prendre acte, entre autres, qu'à partir de cet instant, le souverain est appelé « roi », et que ses héritiers sont appelés « princes ».
L'idée fondamentale des constitutions royalistes de Roumanie est que le roi règne, mais ne gouverne pas.

### Un roi conscient des intérêts de son royaume

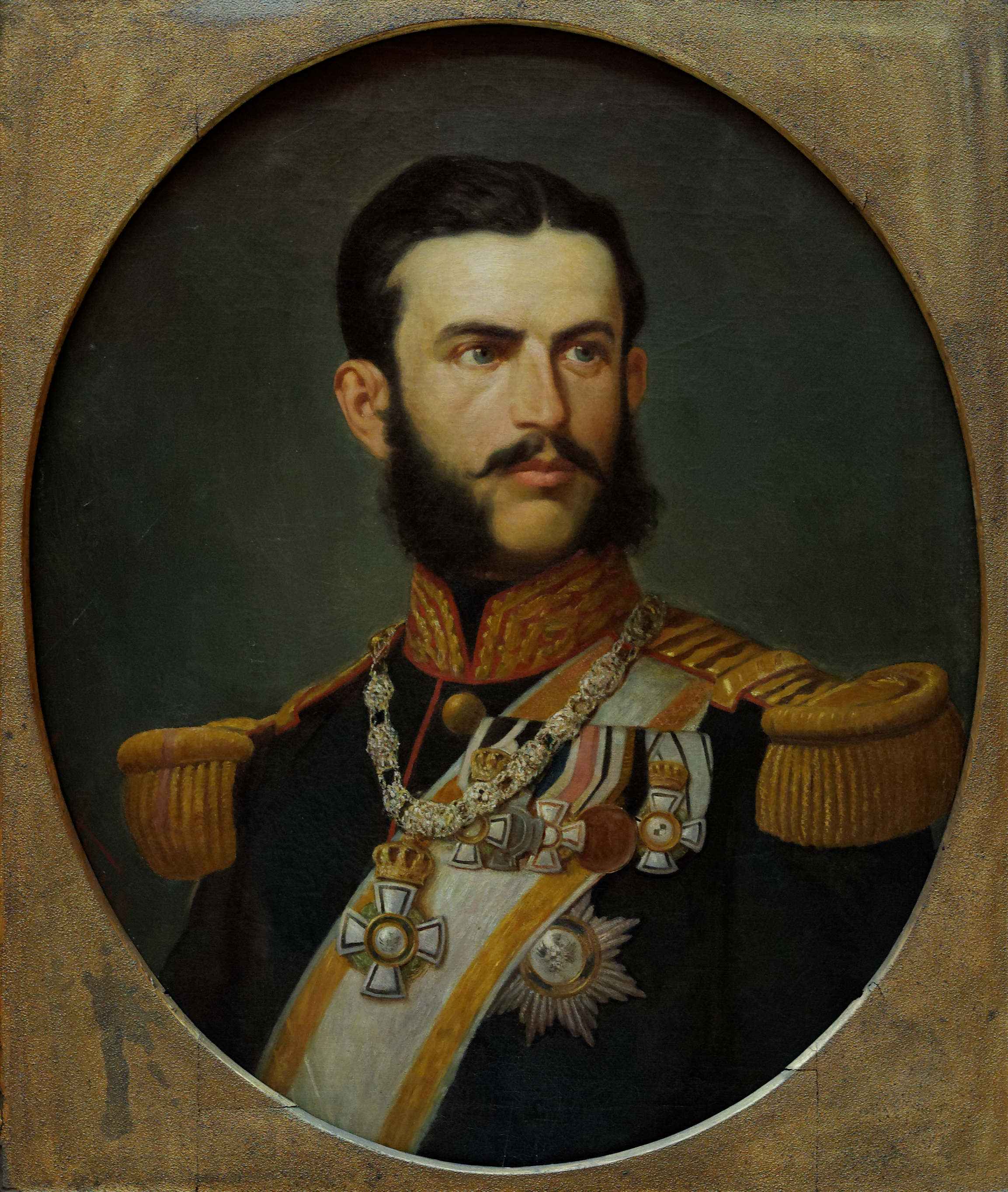
Le prince Carol Ier par Theodor Aman (1868).

On a dit que le roi Carol avait une personnalité froide. Il est perpétuellement préoccupé par le prestige de la dynastie qu'il a fondée. Sa femme Élisabeth dit qu'il « porte sa couronne au lit ». Il est très méticuleux et essaie d'imposer son style à tout son entourage. Bien qu'il soit dévoué à son travail de prince et roi roumain, il n'oublie jamais ses racines allemandes.
En 48 ans de règne, il œuvre afin que la Roumanie gagne son indépendance : il rehausse son prestige, incite l'État roumain à participer au développement de l'économie de son pays ; de même, il installe sa dynastie dans son royaume. Il construit dans les Carpates, près de la frontière austro-hongroise (la Transylvanie appartient encore à l'Autriche-Hongrie), le château de Peleș, bâti dans un style architectural allemand, rappel des origines germaniques du roi.
Par un traité secret, il fait adhérer la Roumanie à la Triplice en 1883, contrevenant ainsi aux aspirations de la population roumaine.
Son œuvre modernisatrice l'incite à développer l'éducation ; il fonde ainsi les premières universités de Roumanie, à Iași et à Bucarest.
Après la guerre russo-turque, la Roumanie s’accroît de la Dobroudja et Carol ordonne la construction du premier pont sur le Danube, entre Fetești et Cernavodă pour relier la nouvelle province au reste du pays.

### Fin de règne

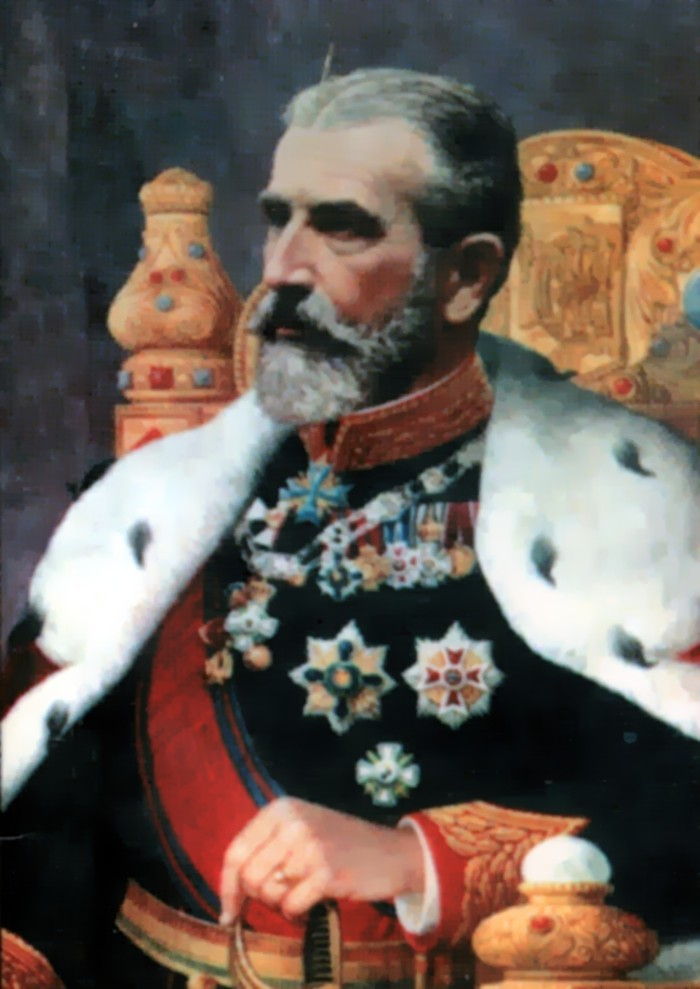
Carol Ier

Le long règne de Carol permet le rapide développement de l'État roumain, ayant renoncé à conquérir la Transylvanie.
Au début de la Première Guerre mondiale, le roi d'origine allemande désire entrer en guerre du côté des puissances centrales, alors que l'opinion du peuple roumain est plutôt favorable à la Triple-Entente ; cette situation remet en cause la situation des puissances centrales en Roumanie. Carol avait cependant signé un traité secret en 1883 par lequel il avait lié la Roumanie à la Triple Alliance et, bien que ce traité ne pouvait être activé qu'en cas d'agression de l'Empire russe envers l'un des membres signataires, Carol est partisan de l'entrée en guerre aux côtés de l'Empire allemand. En effet, en 1913, le roi est un acteur important des négociations de paix qui mettent fin à la deuxième guerre balkanique.
Au cours des dernières semaines avant l'assassinat de François-Ferdinand, il se rapproche cependant de la France et de la Russie, seules à même de répondre favorablement aux demandes de financement de l'économie et de l'État roumain, même si, partisan des puissances centrales, Carol est froissé par la réception par la double monarchie du traité de Bucarest, sanctionnant la fin de la deuxième guerre balkanique. Ainsi, il reçoit le 14 juin 1914 la visite du tsar Nicolas II, actant, selon Czernin, alors ambassadeur austro-hongrois en poste à Bucarest, le renversement des alliances pratiqué par le royaume ; il annonce même que le royaume ne se joindra pas aux puissances centrales lors du prochain conflit. Mais, face à des ministres et à une opinion publique francophile et russophile, il parvient à maintenir son pays dans la neutralité,.
Il se tient alors une réunion d'urgence avec les membres du gouvernement et Carol mentionne le traité secret en sollicitant leur avis à ce sujet. S'appuyant sur ses liens dynastiques qui le lient au monarque roumain, Guillaume II affirme croire en la neutralité roumaine durant l'été et l'automne 1914. Dès le 30 juin, au cours d'une entrevue avec l'ambassadeur austro-hongrois à Bucarest, Ottokar Czernin, il pose les bases de la neutralité roumaine, justifiée auprès des puissances centrales par l'hostilité de la population à l'égard de la double monarchie, alors que l'archiduc héritier semblait jouir de sympathie dans la population roumaine en raison de ses positions favorables à la minorité roumaine de la double monarchie. Le 4 août, le roi annonce officiellement que le royaume de Roumanie ne remplira pas ses obligations découlant du traité liant la Roumanie à la double monarchie.
Il s'oppose également à l'entrée en guerre de son royaume contre le Reich et la double monarchie également en raison d'un loyalisme dynastique envers son cousin Guillaume II. Cependant, la politique qu'il mène au cours de la crise de juillet 1914 apparaît peu claire pour les responsables hongrois de la monarchie danubienne. Ces derniers s'opposent jusqu'au 14 juillet à la politique d'escalade décidée à Vienne.
On a dit que c'est le fort désaccord auquel il doit faire face qui aurait provoqué sa mort le 27 septembre 1914 (10 octobre selon le calendrier grégorien) ; ce décès remet en cause non seulement la neutralité roumaine, mais aussi les réseaux sur lesquelles s'appuient alors les puissances centrales pour garantir la neutralité roumaine. Le futur roi Ferdinand, sous l'influence de sa femme, Marie d'Édimbourg, une princesse britannique, est plus enclin à écouter l'opinion publique.
Il est inhumé dans l'église du monastère de Curtea de Argeș.

## Famille

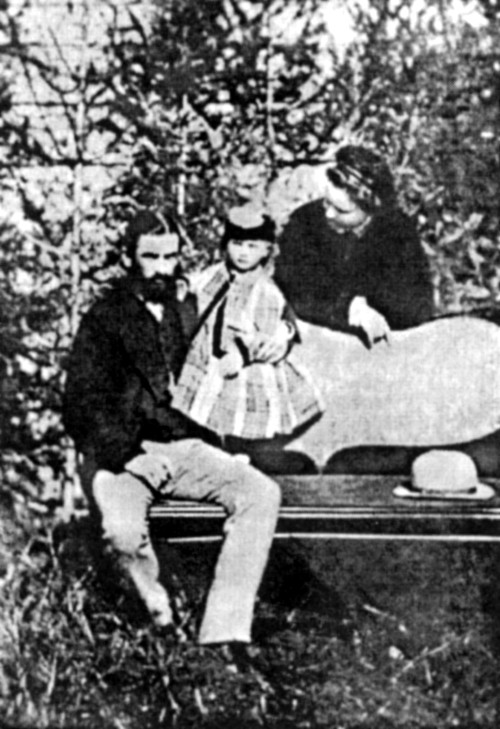
Le roi Carol, la reine Élisabeth et leur fille Marie (1873).

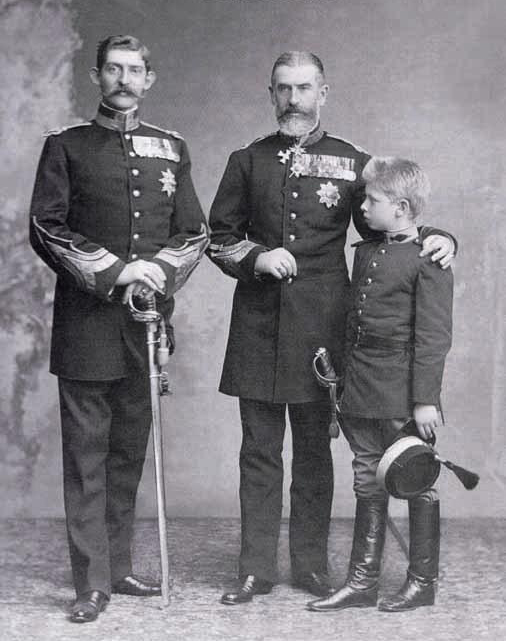
Le roi Carol (au centre) entouré de son neveu, le prince héritier Ferdinand (à gauche) et de son petit-neveu, le prince Carol (à droite).

### Question dynastique
Lorsqu'il est élu souverain de Roumanie, Carol est célibataire, et, selon la constitution qu'il a lui-même approuvée, il ne peut pas se marier avec une femme d'origine roumaine. En 1869, il commence un voyage à travers l'Europe, et surtout en Allemagne, pour trouver une fiancée. Pendant ce voyage, il rencontre puis Il épouse à Neuwied le 15 novembre 1869Elisabeth de Wied. Carol se révèle froid et calculateur alors qu'Élisabeth est notoirement une rêveuse. Leur fille unique Marie née à Cotroceni le 8 septembre 1870 meurt à l'âge de trois ans et demi à Bucarest le 9 avril 1874. Ce décès a beaucoup influencé le fonctionnement de leur couple et Élisabeth ne se remettra jamais complètement du traumatisme causé par la perte de son enfant unique.
Après la proclamation du royaume en 1881, la question de la succession devient cruciale. Comme le frère du roi, Léopold, puis son neveu Guillaume, refusent la couronne, son second neveu, Ferdinand, est nommé prince héritier du trône de Roumanie. Élisabeth essaie d'influencer le jeune prince, qui vit désormais à Sinaïa, pour qu'il épouse une amie intime, qui est aussi un écrivain célèbre, Elena Văcărescu. Selon la Constitution roumaine toutefois, il est interdit au prince d'épouser une Roumaine. En raison de son attitude, Élisabeth est exilée durant deux ans à Wied jusqu'à ce que Ferdinand épouse la princesse Marie d'Édimbourg.
À la fin de leur vie, Carol et Élisabeth se retrouvent cependant très amis.

### Généalogie
Carol Ier appartient à la maison de Hohenzollern-Sigmaringen issue de la quatrième branche, elle-même issue de la première branche de la maison de Hohenzollern. Cette lignée appartient à la branche souabe de la dynastie de Hohenzollern. Carol Ier a pour ancêtre Burchard Ier de Zollern.

## Titres et honneurs

### Titulature
- 20 avril 1839 - 20 avril 1866 : Son Altesse Sérénissime le prince Karl von Hohenzollern-Sigmaringen ;
- 20 avril 1866 - 9 septembre 1878 : Son Altesse Sérénissime le prince souverain de Roumanie ;
- 9 septembre 1878 - 26 mars 1881 : Son Altesse Royale le prince souverain de Roumanie ;
- 26 mars 1881 - 10 octobre 1914 : Sa Majesté le roi de Roumanie.

### Honneurs en Roumanie
- Grand maître souverain de l'ordre de l'Étoile de Roumanie (22-05-1866).
- Grand maître souverain et fondateur de l'ordre de la Couronne (14-03-1881).
- Grand maître souverain et fondateur de l'ordre de Carol Ier (10-05-1906).
- Souverain de l'ordre du Service fidèle.
- Souverain de la médaille « Virtutea Militar ».

### Honneurs à l'étranger
- Grand-croix de l'ordre d'Albert l'Ours (Anhalt) (29 avril 1865).
- Chevalier de l'ordre de la Toison d'or d'Autriche (1884).
- Grand-croix de l'ordre impérial de Léopold (Autriche).
- Grand-croix de l'ordre de Saint-Étienne (Autriche-Hongrie) (1896).
- Croix du Mérite militaire (Autriche) (1869).
- Chevalier de l'ordre de la Fidélité (Bade) (1869).
- Grand-croix de l'ordre du Lion de Zaeringen (Bade) (1869).
- Chevalier de l'ordre de Saint-Hubert (Bavière) (1880).
- Grand cordon de l'ordre de Léopold (Belgique).
- Grand-croix avec collier de l'ordre des Saints-Cyrille-et-Méthode (Royaume de Bulgarie).
- Grand-croix de l'ordre de la Bravoure (royaume de Bulgarie).
- Grand-croix de l'ordre de la Croix du Sud (Brésil).
- Grand-croix de l'ordre de l'Éléphant (Danemark) (10 mai 1879).
- Grand-croix de l'ordre royal et distingué de Charles III d'Espagne (23 mars 1880).
- Grand-croix de la Légion d'honneur de France.
- Grand-croix de l'ordre du Sauveur (Grèce).
- Grand-croix de l'ordre royal de Kamehameha Ier (Hawaï)  (15 juin 1882)[20].
- Grand-croix de l'ordre de Louis Ier de Hesse (8 novembre 1869).
- Croix d'honneur 1re classe avec épées de l'ordre royal de la Maison de Hohenzollern.
- Chevalier de l'Annonciade (Italie) (4 juin 1878).
- Grand-croix l'ordre des Saints-Maurice-et-Lazare (Italie) (4 juin 1878).
- Chevalier grand-croix de l'ordre de la Couronne d'Italie (1878).
- Grand-croix du Lion d'or de la maison de Nassau (Luxembourg).
- Grand-croix de l'ordre de la Couronne de Wende (Mecklembourg).
- 1re classe de la croix du Mérite militaire (Mecklembourg-Schwerin).
- Grand-croix de l'ordre de Saint-Charles (Monaco).
- Grand-croix de l’ordre de Saint-Olaf (Norvège) (3 juin 1885).
- Grand-croix de l'ordre du Mérite du duc Pierre-Frédéric-Louis (grand-duché d'Oldenbourg).
- Grand-croix de l'ordre du Lion néerlandais (Pays-Bas).
- Grand cordon de l'ordre du Lion et du Soleil (Perse).
- Grand-croix de l'ordre de la Tour et de l'Épée (Portugal).
- Grand-croix de l'ordre du Christ (Portugal).
- Chevalier avec collier de l'ordre de l'Aigle noir (Prusse).
- Grand-croix avec épées de l'ordre de l'Aigle rouge (Prusse).
- Pour le Mérite (Prusse) (18 décembre 1877).
- Chevalier de l'ordre de la Jarretière (Royaume-Uni (3 juin 1892).
- Royal Victorian Chain (Royaume-Uni).
- Chevalier de l'ordre de Saint-André (Russie) (29 novembre 1877).
- Chevalier de l'ordre de Saint-Alexandre Nevski (Russie).
- Chevalier de l'ordre de l'Aigle blanc (Russie).
- Chevalier 1re classe de l'ordre de Sainte-Anne (Russie).
- Chevalier de l'ordre impérial et militaire de Saint-Georges (Russie) (5 septembre 1877).
- Chevalier 1re classe de l'ordre de Saint-Stanislas (Russie impériale).
- Grand-croix de l'ordre de la Couronne de Rue (Saxe).
- Grand-croix de l'ordre du Faucon blanc (Saxe-Weimar) (1880).
- Grand-croix de l'ordre de la Maison ernestine de Saxe (duché de Saxe-Cobourg et Gotha) (1880).
- Grand-croix de l'ordre de la Croix de Takovo de Serbie.
- Grand-croix de l'ordre de l'Étoile de Karageorge (Serbie).
- Chevalier de l'ordre des Séraphins (Suède) (10 avril 1879).
- décoré 1re classe de l'ordre de l'Osmaniye (Turquie).
- Grand-croix de l'ordre de la Couronne de Wurtemberg (1880).